# Kasabian (албум)
Kasabian је деби албум истоимене британске рок групе. Са овог албума су изашла 4 сингла и попео се на четврто место британске листе албума.
Различите географске регије су имале различите боје на омоту албума. Британска верзија је црно-бела, британски увоз је црвено-црн, а америчка верзија је плаво-црна.

## Песме
1. "Club Foot" 3.34
2. "Processed Beats" 3.08
3. "Reason is Treason" 3.45
4. "I.D." 4.47
5. "Orange" 0.46
6. "L.S.F." 3.17
7. "Running Battle" 4.15
8. "Test Transmission" 3.55
9. "Pinch Roller" 1.13
10. "Cutt Off" 4.12
11. "Butcher Blues" 4.28
12. "Ovary Stripe" 3.50
13. "U Boat" 4.08

- Напомена: "U Boat" садржи сакривену нумеру "Reason Is Treason (Jacknife Lee Mix)" која се појавила на саундтреку за филм Tomb Raider: The Cradle of Life и на уводним шпицама игара Gran Turismo 4 за Плејстејшн 2.